# Клинці (Думіницький район)
Клинці (рос. Клинцы) — присілок в Думіницькому районі Калузької області Російської Федерації.
Населення становить 23 особи. Входить до складу муніципального утворення Село Хотьково.

## Історія
Від 2004 року входить до складу муніципального утворення Село Хотьково.

## Населення
| 2002 | 2010 |
| ---- | ---- |
| 26   | ↘23  |